# ليليا آن أبرون
ليليا آن أبرون (بالإنجليزية: Lilia Ann Abron) (من مواليد 8 مارس 1945) هي مقاولة (ريادة أعمال) ومهندسة كيميائية. في عام 1972 ، أصبحت أبرون أول امرأة أمريكية من أصل أفريقي تحصل على درجة الدكتوراه (دكتور في الفلسفة PHD) في الهندسة الكيميائية.

## بداية حياتها وتعليمها
ولدت أبرون في مدينة ممفيس بولاية تينيسي.
في عام 1966 ، حصلت أبرون على شهادة البكالوريوس (بكالوريوس العلوم) في الكيمياء من كلية LaMoyne ، و M.S. في الهندسة صحية من جامعة واشنطن في سانت لويس في عام 1968. بدأت دراستها في سبتمبر 1968 في جامعة ماساتشوستس أمهرست وأكملت دراستها في جامعة أيوا

## المهنة
كانت أبرون أستاذ مساعد للهندسة المدنية في جامعة ولاية تينيسي، وعقدت تعيين مشترك كأستاذ مساعد في الهندسة البيئية في جامعة فاندربيلت وكانت أستاذ مساعد للهندسة المدنية والبيئية في جامعة هوارد. في عام 1978 ، أسست أبرون وأصبحت الرئيس التنفيذي لشركة "PEER Consultants,PC" كانت أول أمريكية من أصل أفريقي تبدأ شركة هندسة بيئية. في عام 1995 ، قامت أبرون بتأسيس شركة Peer Africa مع مهمة بناء منازل موفرة للطاقة في جنوب أفريقيا ما بعد الفصل العنصري. في عام 2004 ، تم انتخابها زميلة في الأكاديمية الأمريكية للفنون والعلوم. تقدم أبرون عروضاً متعلقة بالطاقة والبيئة.

## مراتب الشرف
- هانشر - فنكبين ميدالية خريجين جامعة أيوا عام 1999.
- جائزة Magic Hands لجامعة LeMoyne-Owen عام 2001.
- الأكاديمية الوطنية للفنون والعلوم عام 2004[9]

## حياتها الشخصية
لديها تلاتة أطفال وتحب لعب كوره اليد.